# Flesquières
Flesquières [flɛkjɛʁ] est une commune française située dans le département du Nord (59), en région Hauts-de-France.

## Géographie

### Description

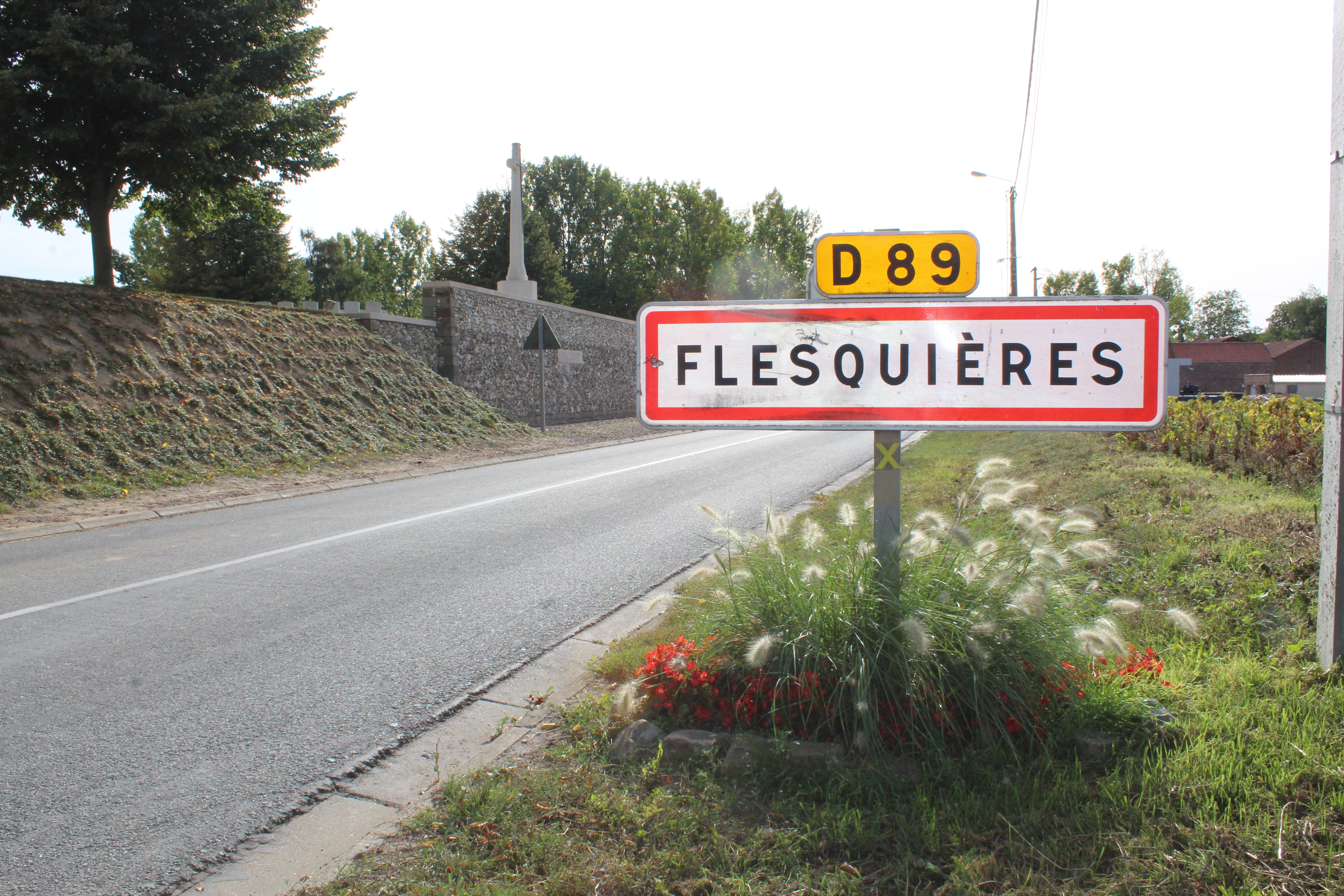
Entrée du village.

Flesquières est un village rural du Cambrésis situé dans le département du Nord, limitrophe du Pas-de-Calais, à 11 km à vol d'oiseau au sud-ouest de Cambrai, 30 km au sud-est d'Arras, 25 km au nord-est de Péronne et 33 km au nord-ouest de Saint-Quentin.
La commune se trouve dans l'aire d'attraction de Cambrai, ainsi que dans sa zone d'emploi et dans son bassin de vie

### Communes limitrophes
Les communes limitrophes sont Cantaing-sur-Escaut, Marcoing, Noyelles-sur-Escaut, Graincourt-lès-Havrincourt, Ribécourt-la-Tour et Havrincourt.

### Hydrographie

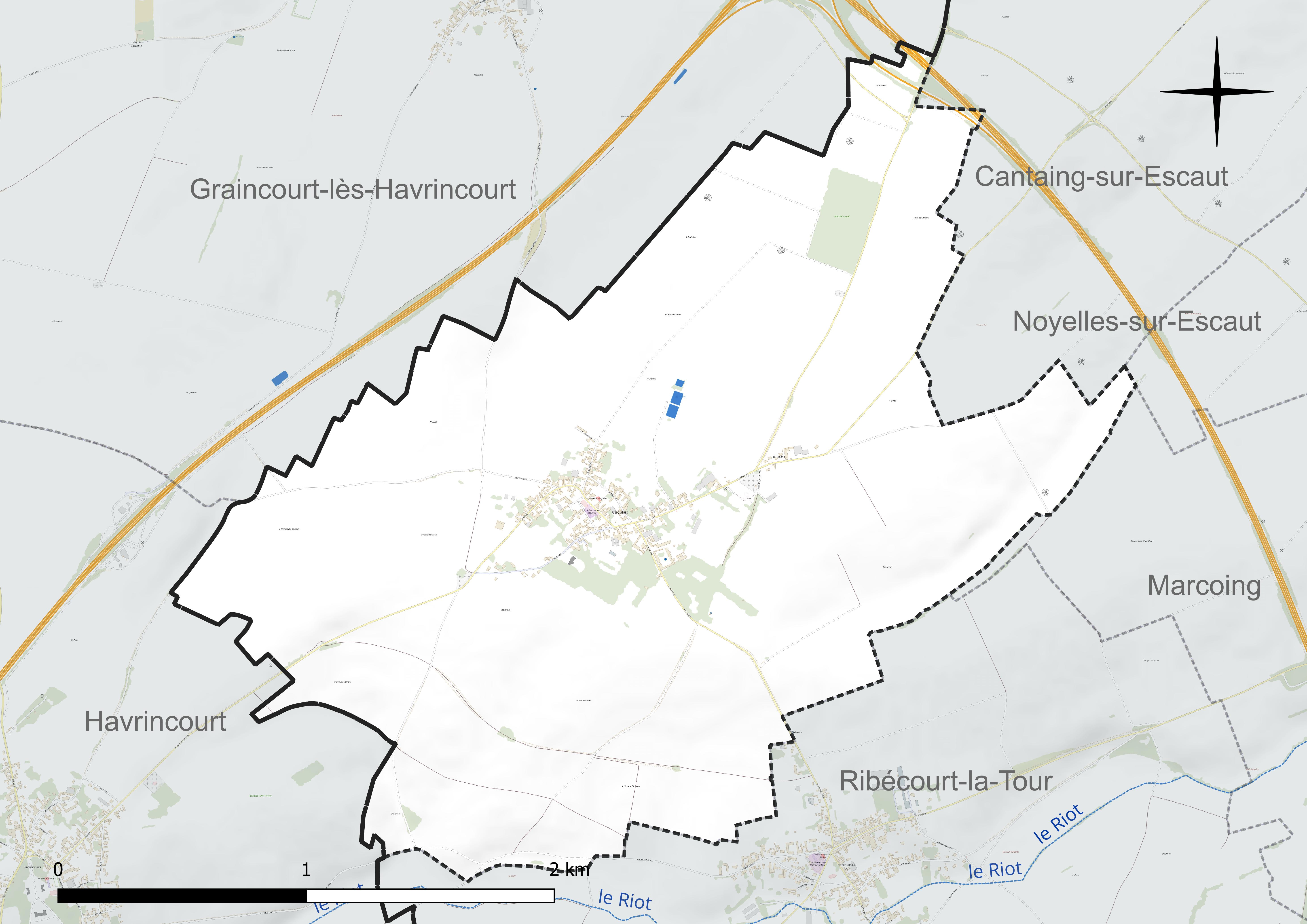
Réseau hydrographique de Flesquières.

La commune est située dans le bassin Artois-Picardie. 
Elle n'est drainée par aucun cours d'eau,.

### Climat
Pour des articles plus généraux, voir Climat des Hauts-de-France et Climat du Nord.
En 2010, le climat de la commune est de type climat océanique dégradé des plaines du Centre et du Nord, selon une étude du CNRS s'appuyant sur une série de données couvrant la période 1971-2000. En 2020, Météo-France publie une typologie des climats de la France métropolitaine dans laquelle la commune est exposée à un climat océanique et est dans la région climatique  Nord-est du bassin Parisien, caractérisée par un ensoleillement médiocre, une pluviométrie moyenne régulièrement répartie au cours de l'année et un hiver froid (3 °C). 
Pour la période 1971-2000, la température annuelle moyenne est de 10 °C, avec une amplitude thermique annuelle de 14,5 °C. Le cumul annuel moyen de précipitations est de 715 mm, avec 11,2 jours de précipitations en janvier et 9,1 jours en juillet. Pour la période 1991-2020, la température moyenne annuelle observée sur la station météorologique la plus proche, située sur la commune de Douai à 28 km à vol d'oiseau, est de 11,0 °C et le cumul annuel moyen de précipitations est de 729,2 mm,. Pour l'avenir, les paramètres climatiques de la commune estimés pour 2050 selon différents scénarios d'émission de gaz à effet de serre sont consultables sur un site dédié publié par Météo-France en novembre 2022.

## Urbanisme

### Typologie
Au 1er janvier 2024, Flesquières est catégorisée commune rurale à habitat dispersé, selon la nouvelle grille communale de densité à sept niveaux définie par l'Insee en 2022.
Elle est située hors unité urbaine. Par ailleurs la commune fait partie de l'aire d'attraction de Cambrai, dont elle est une commune de la couronne,. Cette aire, qui regroupe 64 communes, est catégorisée dans les aires de 50 000 à moins de 200 000 habitants,.

### Occupation des sols

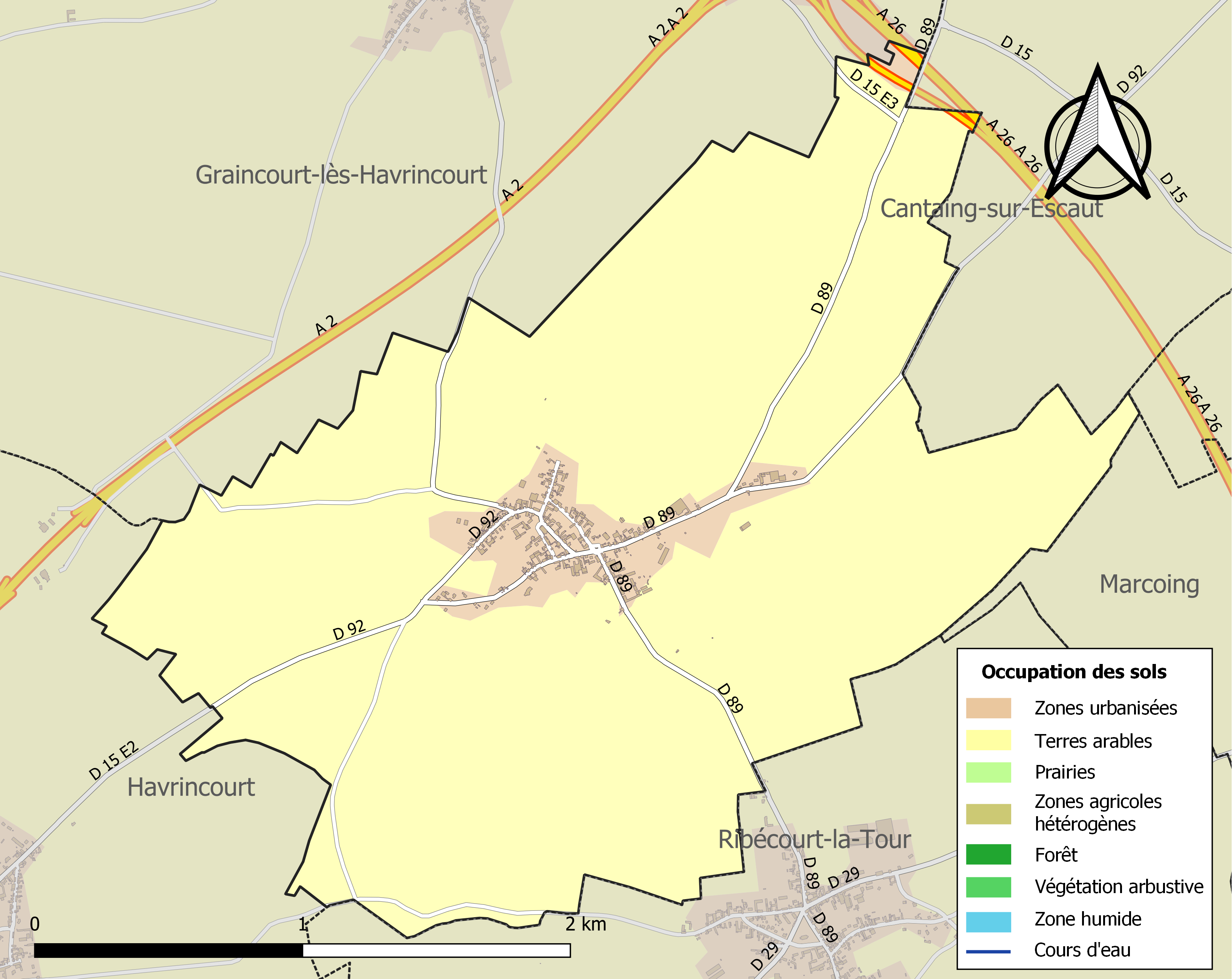
Carte des infrastructures et de l'occupation des sols de la commune en 2018 (CLC).

L'occupation des sols de la commune, telle qu'elle ressort de la base de données européenne d'occupation biophysique des sols Corine Land Cover (CLC), est marquée par l'importance des territoires agricoles (93,5 % en 2018), en diminution par rapport à 1990 (95,2 %). 
La répartition détaillée en 2018 est la suivante :  terres arables (93,5 %), zones urbanisées (6 %), zones industrielles ou commerciales et réseaux de communication (0,5 %). 
L'évolution de l'occupation des sols de la commune et de ses infrastructures peut être observée sur les différentes représentations cartographiques du territoire : la carte de Cassini (XVIIIe siècle), la carte d'état-major (1820-1866) et les cartes ou photos aériennes de l'IGN pour la période actuelle (1950 à aujourd'hui).

### Habitat et logement
En 2022, le nombre total de logements dans la commune était de 135, alors qu'il était de 131 en 2016 et de 129 en 2011. 
Parmi ces logements, 84,1 % étaient des résidences principales, 2,9 % des résidences secondaires et 13 % des logements vacants. Ces logements étaient  tous des maisons individuelles. 
Le tableau ci-dessous présente la typologie des logements à Flesquières en 2022 en comparaison avec celle du Nord et de la France entière. Une caractéristique marquante du parc de logements est ainsi une proportion de résidences secondaires et logements occasionnels (2,9 %) supérieure à celle du département (1,8 %) mais inférieure à celle de la France entière (9,7 %). 
| Typologie                                               | Flesquières | Nord | France entière |
| ------------------------------------------------------- | ----------- | ---- | -------------- |
| Résidences principales (en %)                           | 84,1        | 91   | 82,3           |
| Résidences secondaires et logements occasionnels (en %) | 2,9         | 1,8  | 9,7            |
| Logements vacants (en %)                                | 13          | 7,2  | 8              |

### Voies de communication et transports
Le territoire communal est tangenté au nord-ouest par l'autoroute A26, d'où il est aisément accessible, et proche de l'autoroute A2.
La commune est desservie par le réseau de transports urbains de la Communauté d'agglomération de Cambrai appelé TUC (Transports Urbains du Cambrésis), par la ligne 14,. La ligne S120 permet de rejoindre le collège de secteur à Gouzeaucourt.

### Énergie
Le parc éolien des Portes du Cambrésis est inauguré le 15 juin 2018. Des éoliennes sont également situées sur le finage de Cantaing-sur-Escaut.

## Toponymie
La localité est attestée sous les noms de Felcheriis (1121), Felchires (1148), Felchieres (1152), Flekieres (1181), Flechieres (1190). 
Le nom de Flesquières est roman : il s'agit de filicārias (fougeraie), du latin filix (fougère).

## Histoire

### Première Guerre mondiale
Le village est considéré comme détruit à la fin de la guerre et a  été décoré de la Croix de guerre 1914-1918, le 16 septembre 1920.
Le 20 novembre 1998, après presque dix ans de recherches, est déterré à Flesquières, un tank anglais de la première guerre mondiale. L'évènement marque les esprits, car il ne reste que six exemplaires complets au monde de ce char.

## Politique et administration

### Rattachements administratifs et électoraux

#### Rattachements administratifs
La commune se trouve  dans l'arrondissement de Cambrai du département du Nord.  
Elle faisait partie depuis 1801 du canton de Marcoing. Dans le cadre du redécoupage cantonal de 2014 en France, cette circonscription administrative territoriale a disparu, et le canton n'est plus qu'une circonscription électorale.

#### Rattachements électoraux
Pour les élections départementales, la commune fait partie depuis 2014 du canton  du Cateau-Cambrésis
Pour l'élection des députés, elle fait partie de la dix-huitième circonscription du Nord.

### Intercommunalité
Flesquières est membre de la communauté d'agglomération de Cambrai, un établissement public de coopération intercommunale (EPCI) à fiscalité propre créé initialement  en 1992 et auquel la commune a transféré un certain nombre de ses compétences, dans les conditions déterminées par le code général des collectivités territoriales.

### Liste des maires
| Période                                  | Période                       | Identité                             | Étiquette | Qualité                                      |
| ---------------------------------------- | ----------------------------- | ------------------------------------ | --------- | -------------------------------------------- |
| Les données manquantes sont à compléter. |                               |                                      |           |                                              |
|                                          |                               |                                      |           |                                              |
| 1803 ou avant                            |                               | Augustin Gernez                      |           |                                              |
| 1808 ou avant                            |                               | M. Foulon                            |           |                                              |
|                                          |                               |                                      |           |                                              |
| mai 1900                                 | 1939 ou après                 | Philippe Marie Joseph de Bouteville, |           | Agriculteur Chevalier de la Légion d'honneur |
|                                          |                               |                                      |           |                                              |
| juin 1995                                | janvier 2018                  | Gérard Drain                         |           | Agriculteur retraité Démissionnaire          |
| avril 2018                               | décembre 2022,                | Fernande Lamouret                    |           | Employée retraitée Démissionnaire            |
| mars 2023                                | En cours (au 31 octobre 2024) | Billy Journet                        |           | Retraité                                     |

## Population et société

### Démographie

#### Évolution démographique
L'évolution du nombre d'habitants est connue à travers les recensements de la population effectués dans la commune depuis 1793. Pour les communes de moins de 10 000 habitants, une enquête de recensement portant sur toute la population est réalisée tous les cinq ans, les populations de référence des années intermédiaires étant quant à elles estimées par interpolation ou extrapolation. Pour la commune, le premier recensement exhaustif entrant dans le cadre du nouveau dispositif a été réalisé en 2008.

En 2022, la commune comptait 269 habitants, en évolution de +2,67 % par rapport à 2016 (Nord : +0,51 %, France hors Mayotte : +2,11 %).
| 1793 | 1800 | 1806 | 1821 | 1831 | 1836 | 1841 | 1846 | 1851 |
| ---- | ---- | ---- | ---- | ---- | ---- | ---- | ---- | ---- |
| 509  | 516  | 591  | 699  | 804  | 810  | 801  | 803  | 746  |

| 1856 | 1861 | 1866 | 1872 | 1876 | 1881 | 1886 | 1891 | 1896 |
| ---- | ---- | ---- | ---- | ---- | ---- | ---- | ---- | ---- |
| 751  | 737  | 738  | 728  | 725  | 677  | 709  | 662  | 656  |

| 1901 | 1906 | 1911 | 1921 | 1926 | 1931 | 1936 | 1946 | 1954 |
| ---- | ---- | ---- | ---- | ---- | ---- | ---- | ---- | ---- |
| 635  | 634  | 605  | 410  | 425  | 404  | 395  | 382  | 395  |

| 1962 | 1968 | 1975 | 1982 | 1990 | 1999 | 2006 | 2008 | 2013 |
| ---- | ---- | ---- | ---- | ---- | ---- | ---- | ---- | ---- |
| 396  | 366  | 367  | 319  | 294  | 272  | 274  | 275  | 263  |

| 2018 | 2022 | - | - | - | - | - | - | - |
| ---- | ---- | - | - | - | - | - | - | - |
| 261  | 269  | - | - | - | - | - | - | - |

#### Pyramide des âges
La population de la commune est relativement jeune.
En 2018, le taux de personnes d'un âge inférieur à 30 ans s'élève à 33,0 %, soit en dessous de la moyenne départementale (39,5 %). À l'inverse, le taux de personnes d'âge supérieur à 60 ans est de 28,0 % la même année, alors qu'il est de 22,5 % au niveau départemental.
En 2018, la commune comptait 128 hommes pour 133 femmes, soit un taux de 50,96 % de femmes, légèrement inférieur au taux départemental (51,77 %).
Les pyramides des âges de la commune et du département s'établissent comme suit.
| Hommes | Classe d’âge | Femmes |
| ------ | ------------ | ------ |
| 0,8    | 90 ou +      | 1,5    |
| 7,0    | 75-89 ans    | 13,5   |
| 18,8   | 60-74 ans    | 14,3   |
| 13,3   | 45-59 ans    | 13,5   |
| 28,1   | 30-44 ans    | 23,3   |
| 7,0    | 15-29 ans    | 12,8   |
| 25,0   | 0-14 ans     | 21,1   |

| Hommes | Classe d’âge | Femmes |
| ------ | ------------ | ------ |
| 0,5    | 90 ou +      | 1,4    |
| 5,3    | 75-89 ans    | 8,1    |
| 14,8   | 60-74 ans    | 16,2   |
| 19,1   | 45-59 ans    | 18,4   |
| 19,5   | 30-44 ans    | 18,7   |
| 20,7   | 15-29 ans    | 19,1   |
| 20,2   | 0-14 ans     | 18     |

## Culture locale et patrimoine

### Lieux et monuments
- L'église Saint-Géry de Flesquières, qui fait partie des églises de la reconstruction de l'architecte Louis Leprince-Ringuet.
Les devis et plans sont proposés par M. Portier et M. Leprince-Ringuet, architectes en pleine maturité, le 16 juin 1922. Elle est réalisée entre 1923 et 1928 et est bénie le 28 mars 1926. La vigueur des combats de la bataille de Cambrai et l'importance du nombre de sapes rendent particulièrement complexe l'établissement des fondations. Parmi les pièces remarquables de l'église, se trouvent le maître-autel dû à Goblet, marbrier cambrésien, une croix en filigrane dans le style Art déco due à Leprince-Ringuet, les statues en bronze du Sacré-Cœur et de Saint-Géry et des mosaïques dues à Cristofoli de Cambrai, et enfin les orgues des frères Coupleux (1927).
- Les deux  cimetières militaires de la Première Guerre mondiale situés sur le territoire de la commune:
  - Flesquières Hill British Cemetery
  - Orival Wood Cemetery Flesquières

- Le château de Flesquières, dit de "la retraite", situé dans la rue de la haut, est une réalisation de Pierre Leprince-Ringuet, célèbre architecte, artisan de la reconstruction de Cambrai et auteur de cinq églises du Cambrésis. Il remplace le château construit entre 1843 et 1849 pour Pierre Joseph Crapez, le maire du village, et qui avait été détruit en 1917.

Le corps principal du bâtiment est marqué par une apparente symétrie, nuancée toutefois par la présence d'une tourelle coiffée d'une toiture en pavillon et d'un arrière-corps. La façade présente un mélange de tradition et de modernité : la bichromie rappelle le rendu décoratif de la brique et de la pierre, les baies cintrées au premier niveau et l'escalier à double rampe du perron évoquent les grandes demeures du XIXe siècle. En revanche, l'usage du béton et la force des lignes directrices témoignent de l'esprit novateur du grand architecte.
- Musée du Tank de Flesquières[34], avec son char Mark IV appelé Deborah[35], consacré à la bataille de Cambrai de novembre et décembre 1917 où plus de quatre cents de ces chars furent engagés.

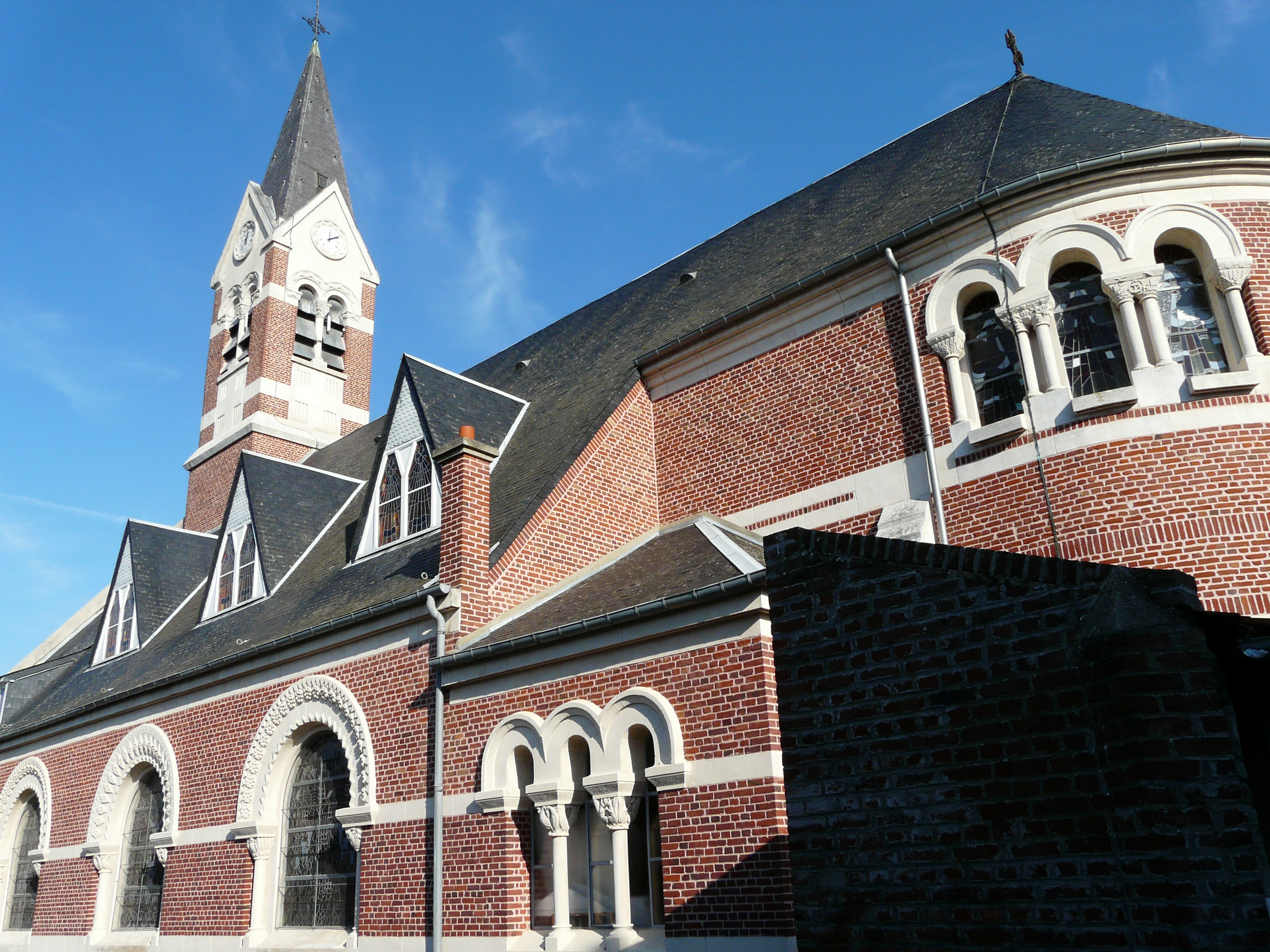
L'église.
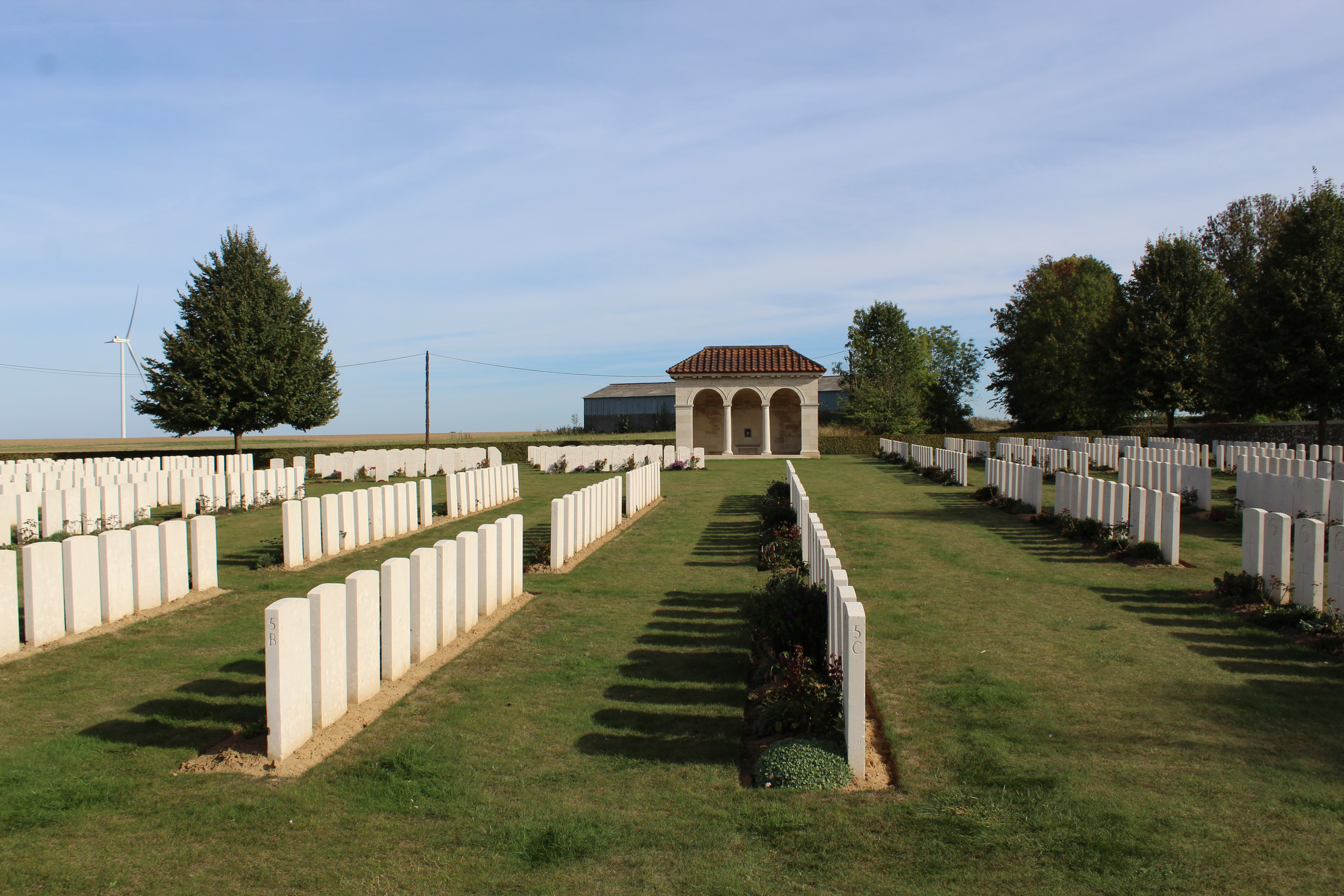
Flesquières Hill British Cemetery
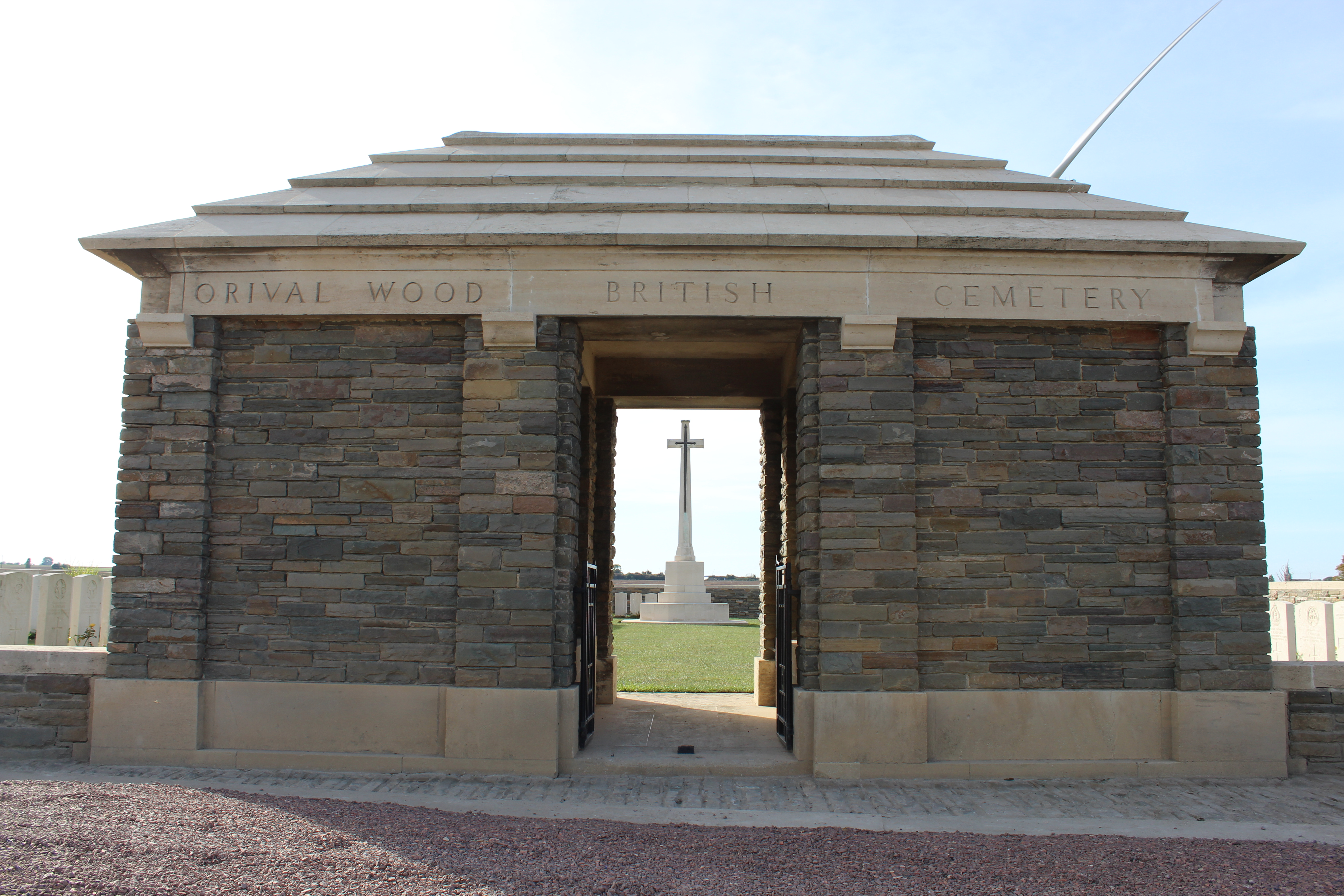
Orival Wood Cemetery Flesquières
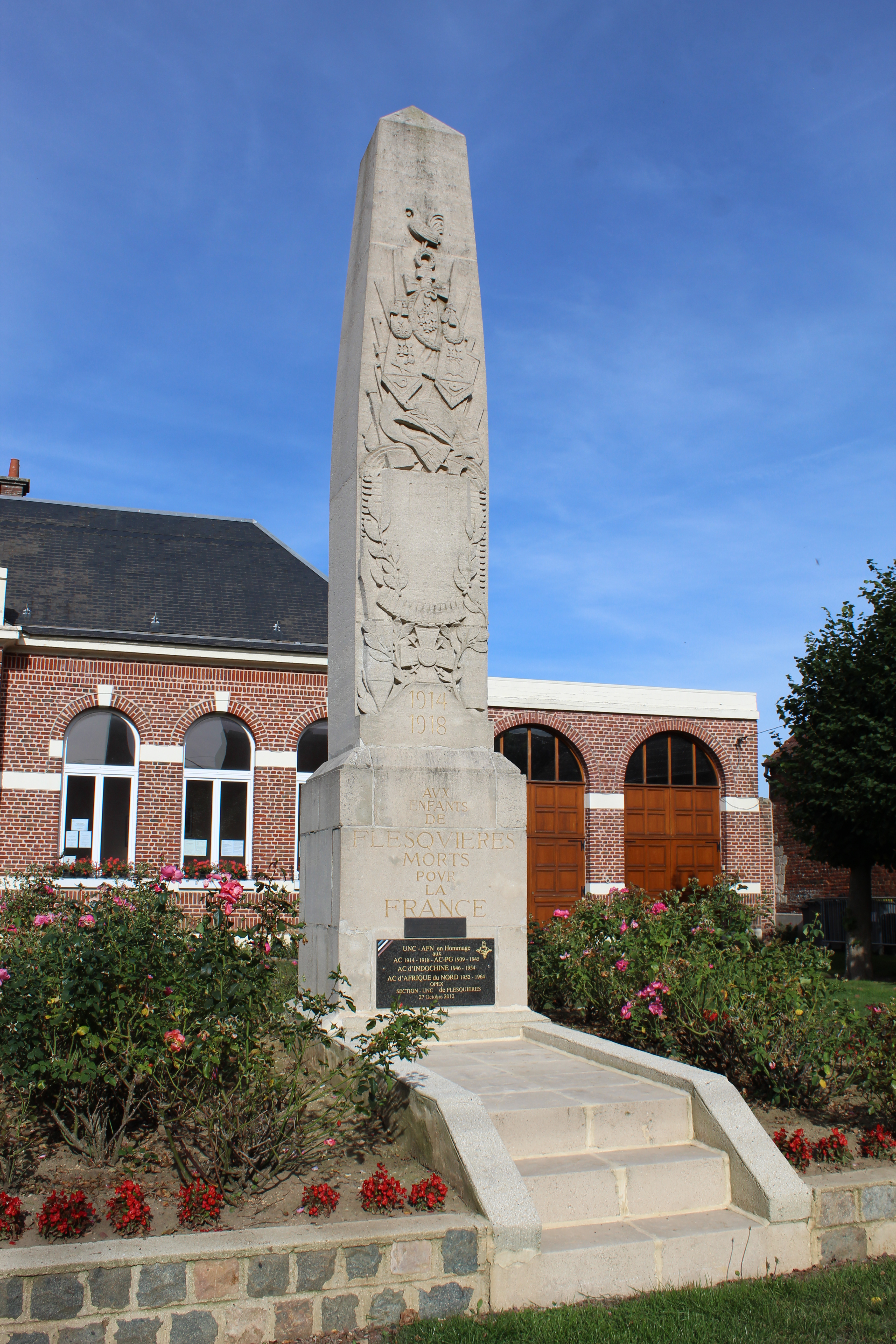
Le monument aux morts.
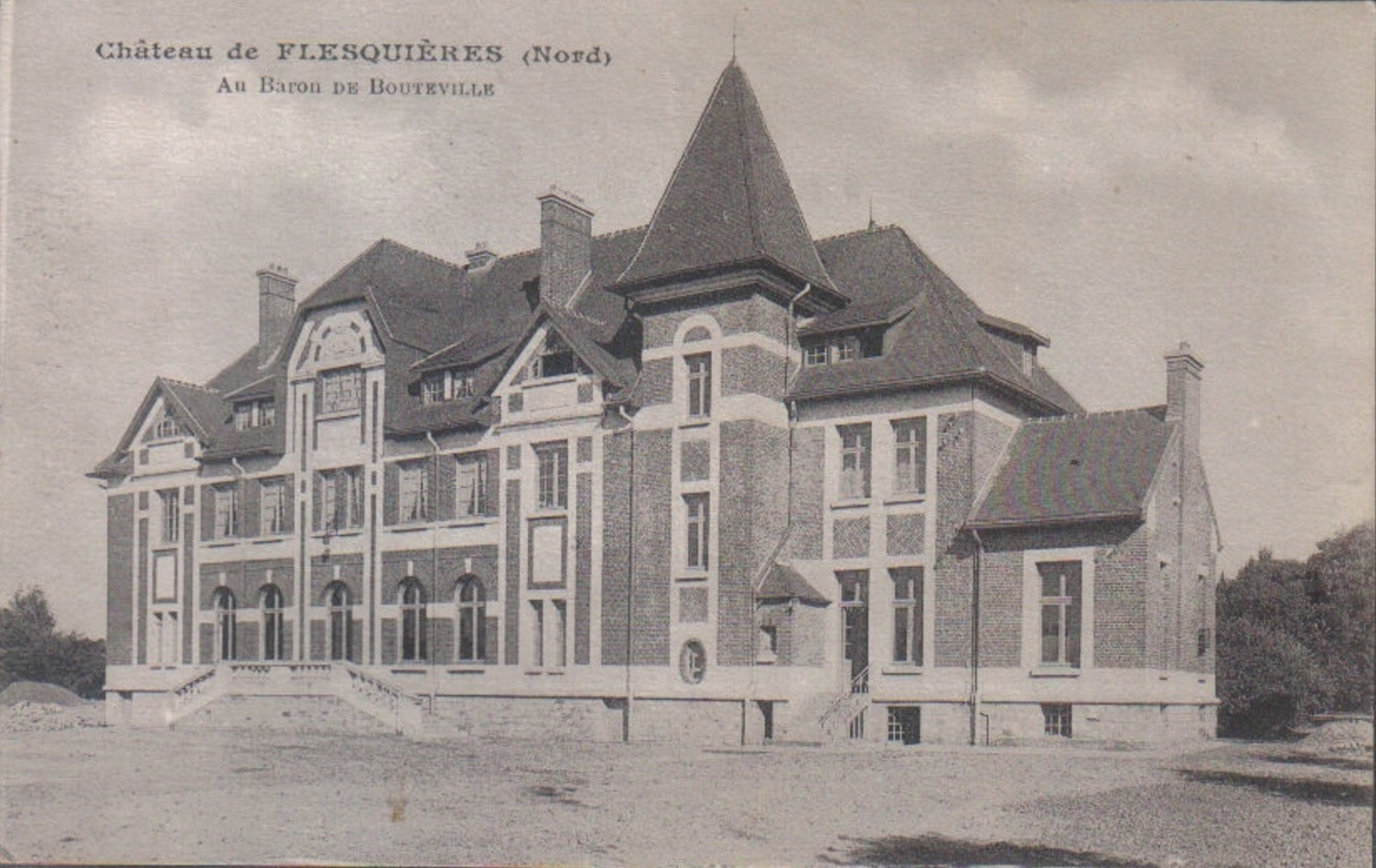
Château de Flesquières dit "de la retraite".

### Héraldique
| Blason de Flesquières | Blason  | D'azur à trois étoiles d'or. Ornements extérieursCroix de guerre 1914-1918 |
| Blason de Flesquières | Détails | Armes de Gautier de Flesquières. Adopté.                                   |

## Pour approfondir